# 1996年アトランタオリンピックのドイツ選手団
1996年アトランタオリンピックのドイツ選手団（1996ねんアトランタオリンピックのドイツせんしゅだん）は、1996年7月19日から8月4日にかけてアメリカ合衆国のジョージア州アトランタで開催された1996年アトランタオリンピックのドイツ選手団、およびその競技結果。

## 概要
今大会は金メダル20個、銀メダル18個、銅メダル27個の合計65個のメダルを獲得した。

## メダル
| メダル | 選手名 | 競技   | 種目                   |
| ------ | --- | ------ | ---------------------- |
| 金     | ラルス・リーデル | 陸上   | 男子円盤投             |
| 金     | アストリッド・クンバーヌス | 陸上   | 女子砲丸投             |
| 金     | イルケ・ヴィルダ | 陸上   | 女子円盤投             |
| 金     | ウド・クエルマルツ | 柔道   | 男子65kg以下級         |
| 金     | イエンス・フィードラー | 自転車 | 男子スプリント         |
| 銀     | フランク・ビュースマン | 陸上   | 男子十種競技           |
| 銀     | サンドラ・フォルカー | 競泳   | 女子100m自由形         |
| 銀     | フランツィスカ・ファン・アルムジック | 競泳   | 女子200m自由形         |
| 銀     | ダグマル・ハーゼ | 競泳   | 女子400m自由形         |
| 銀     | ダグマル・ハゼ | 競泳   | 女子800m自由形         |
| 銀     | フランツィスカ・ファン・アルムジック ケルスティン・キールガス アンケ・ショルツ ダグマル・ハーゼ マイケ・フライターク シモーネ・オシグス   | 競泳   | 女子4×200自由形リレー  |
| 銅     | フロリアン・シュワルトホフ | 陸上   | 男子110mハードル       |
| 銅     | アンドレイ・チボンチク | 陸上   | 男子棒高跳             |
| 銅     | ウータ・ローレンダー リンダ・キサバカ アーニャ・リュッカー グリット・ブロイアー                                                           | 陸上   | 女子4×400mリレー       |
| 銅     | マーク・ヴァルネッケ | 競泳   | 男子100m平泳ぎ         |
| 銅     | マルク・ピンガー ビョルン・ジカルスキー クリスティアン・トレガー ベングト・ジカルスキー アレクサンドル・リューデリッツ                    | 競泳   | 男子4×100m自由形リレー |
| 銅     | クリスティアン・トレガー アイモ・ハイルマン クリスティアン・ケラー シュテフェン・ツェスナー コンスタンチン・デュブロビン オリバー・ランペ | 競泳   | 男子4×200m自由形リレー |
| 銅     | サンドラ・フォルカー | 競泳   | 女子50m自由形          |
| 銅     | ダグマル・ハーゼ | 競泳   | 女子200m自由形         |
| 銅     | カトリーン・ルント | 競泳   | 女子200m背泳ぎ         |
| 銅     | サンドラ・フォルカー シモーネ・オシグス アンテ・ブッシュシュルテ フランツィスカ・ファン・アルムジック メイケ・フライターク                | 競泳   | 女子4×100自由形リレー  |
| 銅     | リヒャルト・トラウトマン | 柔道   | 男子60kg以下級         |
| 銅     | マルコ・スピットカ | 柔道   | 男子86kg以下級         |
| 銅     | フランク・モラー | 柔道   | 男子95kg超級           |
| 銅     | ヨハンナ・ハーグン | 柔道   | 男子72kg超級           |
| 銅     | ユーディト・アルント | 自転車 | 女子3000m個人追い抜き  |